# Список астероїдів (14401—14500)
| Назва                             | Тимчасове позначення | Дата відкриття    | Місце відкриття                 | Відкривач                        |
| --------------------------------- | -------------------- | ----------------- | ------------------------------- | -------------------------------- |
| 14401 Reikoyukawa                 | 1990 XV              | 15 грудня 1990    | Обсерваторія Кітамі             | Кін Ендате, Кадзуро Ватанабе     |
| (14402) 1991 DB                   | 1991 DB              | 18 лютого 1991    | Паломарська обсерваторія        | Е. Гелін                         |
| (14403) 1991 GM8                  | 1991 GM8             | 8 квітня 1991     | Обсерваторія Ла-Сілья           | Ерік Вальтер Ельст               |
| (14404) 1991 NQ6                  | 1991 NQ6             | 11 липня 1991     | Обсерваторія Ла-Сілья           | Анрі Дебеонь                     |
| (14405) 1991 PE8                  | 1991 PE8             | 5 серпня 1991     | Паломарська обсерваторія        | Генрі Гольт                      |
| (14406) 1991 PP8                  | 1991 PP8             | 5 серпня 1991     | Паломарська обсерваторія        | Генрі Гольт                      |
| (14407) 1991 PQ8                  | 1991 PQ8             | 5 серпня 1991     | Паломарська обсерваторія        | Генрі Гольт                      |
| (14408) 1991 PC16                 | 1991 PC16            | 6 серпня 1991     | Паломарська обсерваторія        | Генрі Гольт                      |
| (14409) 1991 RM1                  | 1991 RM1             | 5 вересня 1991    | Обсерваторія Сайдинг-Спрінг     | Роберт Макнот                    |
| (14410) 1991 RR1                  | 1991 RR1             | 7 вересня 1991    | Обсерваторія Кушіро             | Сейджі Уеда, Хіроші Канеда       |
| 14411 Clerambault                 | 1991 RE2             | 6 вересня 1991    | Обсерваторія Верхнього Провансу | Ерік Вальтер Ельст               |
| 14412 Вольфлоєвскі (Wolflojewski) | 1991 RU2             | 9 вересня 1991    | Обсерваторія Карла Шварцшильда  | Лутц Шмадель, Ф. Бернґен         |
| 14413 Ґеіґер (Geiger)             | 1991 RT3             | 5 вересня 1991    | Обсерваторія Карла Шварцшильда  | Ф. Бернґен, Лутц Шмадель         |
| (14414) 1991 RF6                  | 1991 RF6             | 13 вересня 1991   | Паломарська обсерваторія        | Генрі Гольт                      |
| (14415) 1991 RQ7                  | 1991 RQ7             | 13 вересня 1991   | Обсерваторія Кушіро             | Сейджі Уеда, Хіроші Канеда       |
| (14416) 1991 RU7                  | 1991 RU7             | 8 вересня 1991    | Гарвардська обсерваторія        | Обсерваторія Ок-Ридж             |
| (14417) 1991 RN13                 | 1991 RN13            | 13 вересня 1991   | Паломарська обсерваторія        | Генрі Гольт                      |
| (14418) 1991 RU16                 | 1991 RU16            | 15 вересня 1991   | Паломарська обсерваторія        | Генрі Гольт                      |
| (14419) 1991 RK23                 | 1991 RK23            | 15 вересня 1991   | Паломарська обсерваторія        | Генрі Гольт                      |
| 14420 Мессі (Massey)              | 1991 SM              | 30 вересня 1991   | Обсерваторія Сайдинг-Спрінг     | Роберт Макнот                    |
| (14421) 1991 SA1                  | 1991 SA1             | 30 вересня 1991   | Обсерваторія Сайдинг-Спрінг     | Роберт Макнот                    |
| (14422) 1991 SK2                  | 1991 SK2             | 16 вересня 1991   | Паломарська обсерваторія        | Генрі Гольт                      |
| (14423) 1991 SM2                  | 1991 SM2             | 16 вересня 1991   | Паломарська обсерваторія        | Генрі Гольт                      |
| 14424 Лаваль (Laval)              | 1991 SR3             | 30 вересня 1991   | Обсерваторія Кітт-Пік           | Spacewatch                       |
| 14425 Fujimimachi                 | 1991 TJ2             | 13 жовтня 1991    | Нюкаса                          | Масанорі Хірасава, Шохеї Судзукі |
| 14426 Katotsuyoshi                | 1991 UO2             | 29 жовтня 1991    | Обсерваторія Кітамі             | Кін Ендате, Кадзуро Ватанабе     |
| (14427) 1991 VJ2                  | 1991 VJ2             | 9 листопада 1991  | Обсерваторія Кушіро             | Сейджі Уеда, Хіроші Канеда       |
| 14428 Лазарідіс (Lazaridis)       | 1991 VM12            | 8 листопада 1991  | Обсерваторія Кітт-Пік           | Spacewatch                       |
| 14429 Койн (Coyne)                | 1991 XC              | 3 грудня 1991     | Паломарська обсерваторія        | Керолін Шумейкер, Девід Леві     |
| (14430) 1992 CH                   | 1992 CH              | 10 лютого 1992    | Обсерваторія Уенохара           | Нобухіро Кавасато                |
| (14431) 1992 DX8                  | 1992 DX8             | 29 лютого 1992    | Обсерваторія Ла-Сілья           | UESAC                            |
| (14432) 1992 EA6                  | 1992 EA6             | 2 березня 1992    | Обсерваторія Ла-Сілья           | UESAC                            |
| (14433) 1992 EE8                  | 1992 EE8             | 2 березня 1992    | Обсерваторія Ла-Сілья           | UESAC                            |
| (14434) 1992 ER11                 | 1992 ER11            | 6 березня 1992    | Обсерваторія Ла-Сілья           | UESAC                            |
| (14435) 1992 ED13                 | 1992 ED13            | 2 березня 1992    | Обсерваторія Ла-Сілья           | UESAC                            |
| 14436 Morishita                   | 1992 FC2             | 23 березня 1992   | Обсерваторія Кітамі             | Кін Ендате, Кадзуро Ватанабе     |
| (14437) 1992 GD3                  | 1992 GD3             | 4 квітня 1992     | Обсерваторія Ла-Сілья           | Ерік Вальтер Ельст               |
| 14438 МакЛін (MacLean)            | 1992 HC2             | 27 квітня 1992    | Обсерваторія Кітт-Пік           | Spacewatch                       |
| (14439) 1992 RE2                  | 1992 RE2             | 2 вересня 1992    | Обсерваторія Ла-Сілья           | Ерік Вальтер Ельст               |
| (14440) 1992 RF5                  | 1992 RF5             | 2 вересня 1992    | Обсерваторія Ла-Сілья           | Ерік Вальтер Ельст               |
| (14441) 1992 SJ                   | 1992 SJ              | 21 вересня 1992   | Обсерваторія Кітамі             | Масаюкі Янаї, Кадзуро Ватанабе   |
| (14442) 1992 SR25                 | 1992 SR25            | 30 вересня 1992   | Паломарська обсерваторія        | Генрі Гольт                      |
| 14443 Sekinenomatsu               | 1992 TV              | 1 жовтня 1992     | Обсерваторія Кітамі             | Масаюкі Янаї, Кадзуро Ватанабе   |
| (14444) 1992 TG1                  | 1992 TG1             | 2 жовтня 1992     | Обсерваторія Дінік              | Ацуші Суґіе                      |
| (14445) 1992 UZ3                  | 1992 UZ3             | 26 жовтня 1992    | Обсерваторія Кітамі             | Кін Ендате, Кадзуро Ватанабе     |
| 14446 Кінкован (Kinkowan)         | 1992 UP6             | 31 жовтня 1992    | Каґошіма                        | Масару Мукаї, Масанорі Такеїші   |
| 14447 Hosakakanai                 | 1992 VL              | 2 листопада 1992  | Обсерваторія Кітамі             | Кін Ендате, Кадзуро Ватанабе     |
| (14448) 1992 VQ                   | 1992 VQ              | 2 листопада 1992  | Обсерваторія Кушіро             | Сейджі Уеда, Хіроші Канеда       |
| (14449) 1992 WE1                  | 1992 WE1             | 16 листопада 1992 | Обсерваторія Кітамі             | Кін Ендате, Кадзуро Ватанабе     |
| (14450) 1992 WZ1                  | 1992 WZ1             | 18 листопада 1992 | Обсерваторія Кушіро             | Сейджі Уеда, Хіроші Канеда       |
| (14451) 1992 WR5                  | 1992 WR5             | 27 листопада 1992 | Обсерваторія Кушіро             | Сейджі Уеда, Хіроші Канеда       |
| (14452) 1992 WB9                  | 1992 WB9             | 25 листопада 1992 | Паломарська обсерваторія        | Генрі Гольт                      |
| (14453) 1993 FV7                  | 1993 FV7             | 17 березня 1993   | Обсерваторія Ла-Сілья           | UESAC                            |
| (14454) 1993 FX17                 | 1993 FX17            | 17 березня 1993   | Обсерваторія Ла-Сілья           | UESAC                            |
| (14455) 1993 FB18                 | 1993 FB18            | 17 березня 1993   | Обсерваторія Ла-Сілья           | UESAC                            |
| (14456) 1993 FK20                 | 1993 FK20            | 19 березня 1993   | Обсерваторія Ла-Сілья           | UESAC                            |
| (14457) 1993 FR23                 | 1993 FR23            | 21 березня 1993   | Обсерваторія Ла-Сілья           | UESAC                            |
| (14458) 1993 FX25                 | 1993 FX25            | 21 березня 1993   | Обсерваторія Ла-Сілья           | UESAC                            |
| (14459) 1993 FY27                 | 1993 FY27            | 21 березня 1993   | Обсерваторія Ла-Сілья           | UESAC                            |
| (14460) 1993 FZ40                 | 1993 FZ40            | 19 березня 1993   | Обсерваторія Ла-Сілья           | UESAC                            |
| (14461) 1993 FL54                 | 1993 FL54            | 17 березня 1993   | Обсерваторія Ла-Сілья           | UESAC                            |
| (14462) 1993 GA                   | 1993 GA              | 2 квітня 1993     | Обсерваторія Кітт-Пік           | М. Стокмастер, Томас Балонек     |
| 14463 Маккартер (McCarter)        | 1993 GA1             | 15 квітня 1993    | Обсерваторія Кітт-Пік           | Spacewatch                       |
| (14464) 1993 HC1                  | 1993 HC1             | 21 квітня 1993    | Обсерваторія Сайдинг-Спрінг     | Роберт Макнот                    |
| (14465) 1993 NB                   | 1993 NB              | 15 липня 1993     | Обсерваторія Кійосато           | Сатору Отомо                     |
| 14466 Годж (Hodge)                | 1993 OY2             | 25 липня 1993     | Обсерваторія Менесташ-Рідж      | М. Гаммерґрен                    |
| (14467) 1993 OP3                  | 1993 OP3             | 20 липня 1993     | Обсерваторія Ла-Сілья           | Ерік Вальтер Ельст               |
| 14468 Ottostern                   | 1993 OS12            | 19 липня 1993     | Обсерваторія Ла-Сілья           | Ерік Вальтер Ельст               |
| (14469) 1993 RK                   | 1993 RK              | 12 вересня 1993   | Обсерваторія Кітамі             | Кін Ендате, Кадзуро Ватанабе     |
| (14470) 1993 RV7                  | 1993 RV7             | 15 вересня 1993   | Обсерваторія Ла-Сілья           | Ерік Вальтер Ельст               |
| (14471) 1993 SG1                  | 1993 SG1             | 21 вересня 1993   | Обсерваторія Сайдинг-Спрінг     | Роберт Макнот                    |
| (14472) 1993 SQ14                 | 1993 SQ14            | 22 вересня 1993   | Паломарська обсерваторія        | Тімоті Спар                      |
| (14473) 1993 TL17                 | 1993 TL17            | 9 жовтня 1993     | Обсерваторія Ла-Сілья           | Ерік Вальтер Ельст               |
| (14474) 1993 TL25                 | 1993 TL25            | 9 жовтня 1993     | Обсерваторія Ла-Сілья           | Ерік Вальтер Ельст               |
| (14475) 1993 VT                   | 1993 VT              | 14 листопада 1993 | Обсерваторія Оїдзумі            | Такао Кобаяші                    |
| (14476) 1993 XW2                  | 1993 XW2             | 14 грудня 1993    | Паломарська обсерваторія        | PCAS                             |
| (14477) 1994 CN                   | 1994 CN              | 2 лютого 1994     | Фудзієда                        | Х. Шіодзава, Такеші Урата        |
| (14478) 1994 CF2                  | 1994 CF2             | 12 лютого 1994    | Обсерваторія Оїдзумі            | Такао Кобаяші                    |
| 14479 Плеханов (Plekhanov)        | 1994 CQ13            | 8 лютого 1994     | Обсерваторія Ла-Сілья           | Ерік Вальтер Ельст               |
| (14480) 1994 PU1                  | 1994 PU1             | 11 серпня 1994    | Обсерваторія Кійосато           | Сатору Отомо                     |
| (14481) 1994 PO12                 | 1994 PO12            | 10 серпня 1994    | Обсерваторія Ла-Сілья           | Ерік Вальтер Ельст               |
| (14482) 1994 PK15                 | 1994 PK15            | 10 серпня 1994    | Обсерваторія Ла-Сілья           | Ерік Вальтер Ельст               |
| (14483) 1994 PZ22                 | 1994 PZ22            | 12 серпня 1994    | Обсерваторія Ла-Сілья           | Ерік Вальтер Ельст               |
| (14484) 1994 PU32                 | 1994 PU32            | 12 серпня 1994    | Обсерваторія Ла-Сілья           | Ерік Вальтер Ельст               |
| (14485) 1994 RK11                 | 1994 RK11            | 11 вересня 1994   | Обсерваторія Кійосато           | Сатору Отомо                     |
| 14486 Тоскана (Tuscia)            | 1994 TE              | 4 жовтня 1994     | Обсерваторія Пістоїєзе          | Лучано Тезі, Ґабріеле Каттані    |
| (14487) 1994 TU2                  | 1994 TU2             | 2 жовтня 1994     | Обсерваторія Кітамі             | Кін Ендате, Кадзуро Ватанабе     |
| (14488) 1994 TF15                 | 1994 TF15            | 13 жовтня 1994    | Обсерваторія Кійосато           | Сатору Отомо                     |
| (14489) 1994 UW                   | 1994 UW              | 31 жовтня 1994    | Обсерваторія Наті-Кацуура       | Йошісада Шімідзу, Такеші Урата   |
| (14490) 1994 US2                  | 1994 US2             | 31 жовтня 1994    | Обсерваторія Кушіро             | Сейджі Уеда, Хіроші Канеда       |
| 14491 Hitachiomiya                | 1994 VY2             | 4 листопада 1994  | Обсерваторія Кітамі             | Кін Ендате, Кадзуро Ватанабе     |
| 14492 Bistar                      | 1994 VM6             | 4 листопада 1994  | Обсерваторія Кітамі             | Кін Ендате, Кадзуро Ватанабе     |
| (14493) 1994 WP3                  | 1994 WP3             | 26 листопада 1994 | Обсерваторія Наті-Кацуура       | Йошісада Шімідзу, Такеші Урата   |
| (14494) 1994 YJ2                  | 1994 YJ2             | 30 грудня 1994    | Обсерваторія Кушіро             | Сейджі Уеда, Хіроші Канеда       |
| (14495) 1995 AK1                  | 1995 AK1             | 6 січня 1995      | Нюкаса                          | Масанорі Хірасава, Шохеї Судзукі |
| (14496) 1995 BK4                  | 1995 BK4             | 28 січня 1995     | Обсерваторія Кушіро             | Сейджі Уеда, Хіроші Канеда       |
| (14497) 1995 DD                   | 1995 DD              | 20 лютого 1995    | Обсерваторія Оїдзумі            | Такао Кобаяші                    |
| 14498 Bernini                     | 1995 DO2             | 28 лютого 1995    | Коллеверде ді Ґвідонія          | Вінченцо Касуллі                 |
| 14499 Сатотосіо (Satotoshio)      | 1995 VR1             | 15 листопада 1995 | Обсерваторія Кітамі             | Кін Ендате, Кадзуро Ватанабе     |
| 14500 Кібо (Kibo)                 | 1995 WO7             | 27 листопада 1995 | Обсерваторія Оїдзумі            | Такао Кобаяші                    |

| ← Астероїди 10001—20000 → |             |             |             |             |             |             |             |             |             |
| 10001—10100               | 11001—11100 | 12001—12100 | 13001—13100 | 14001—14100 | 15001—15100 | 16001—16100 | 17001—17100 | 18001—18100 | 19001—19100 |
| 10101—10200               | 11101—11200 | 12101—12200 | 13101—13200 | 14101—14200 | 15101—15200 | 16101—16200 | 17101—17200 | 18101—18200 | 19101—19200 |
| 10201—10300               | 11201—11300 | 12201—12300 | 13201—13300 | 14201—14300 | 15201—15300 | 16201—16300 | 17201—17300 | 18201—18300 | 19201—19300 |
| 10301—10400               | 11301—11400 | 12301—12400 | 13301—13400 | 14301—14400 | 15301—15400 | 16301—16400 | 17301—17400 | 18301—18400 | 19301—19400 |
| 10401—10500               | 11401—11500 | 12401—12500 | 13401—13500 | 14401—14500 | 15401—15500 | 16401—16500 | 17401—17500 | 18401—18500 | 19401—19500 |
| 10501—10600               | 11501—11600 | 12501—12600 | 13501—13600 | 14501—14600 | 15501—15600 | 16501—16600 | 17501—17600 | 18501—18600 | 19501—19600 |
| 10601—10700               | 11601—11700 | 12601—12700 | 13601—13700 | 14601—14700 | 15601—15700 | 16601—16700 | 17601—17700 | 18601—18700 | 19601—19700 |
| 10701—10800               | 11701—11800 | 12701—12800 | 13701—13800 | 14701—14800 | 15701—15800 | 16701—16800 | 17701—17800 | 18701—18800 | 19701—19800 |
| 10801—10900               | 11801—11900 | 12801—12900 | 13801—13900 | 14801—14900 | 15801—15900 | 16801—16900 | 17801—17900 | 18801—18900 | 19801—19900 |
| 10901—11000               | 11901—12000 | 12901—13000 | 13901—14000 | 14901—15000 | 15901—16000 | 16901—17000 | 17901—18000 | 18901—19000 | 19901—20000 |